# A20 (Италија)
Ауто-пут А20 (итал. Autostrada A20 или Messina-Palermo) је ауто-пут у Италији, на Сицилији. Почиње од Месине и простире се до Палерма у дужини од 181 km. 